# Maria Antonietta Sartori
Maria Antonietta Sartori (Olevano Romano, 9 ottobre 1947) è una politica italiana.

## Biografia
Consigliera provinciale dal 1985, ricopre poi la carica di Presidente della Provincia di Roma dal 1987 al 1990 con il Partito Comunista Italiano.
Dopo la svolta della Bolognina confluisce nel Partito Democratico della Sinistra, con cui viene eletta Deputata della Repubblica Italiana nel 1992 e senatrice della Repubblica per due legislature (XII e XIII), rimanendo in carica dal 1994 al 2001. Dopo lo scioglimento del PDS confluisce nei Democratici di Sinistra.